# 京都舞鶴港振興会
京都舞鶴港振興会（きょうとまいづるこうしんこうかい）は舞鶴港の利用促進を図るべく新規航の開拓や集荷などポートセールスを行う一般社団法人。
2009年（平成21年）4月より一般社団法人となった。

## 概要

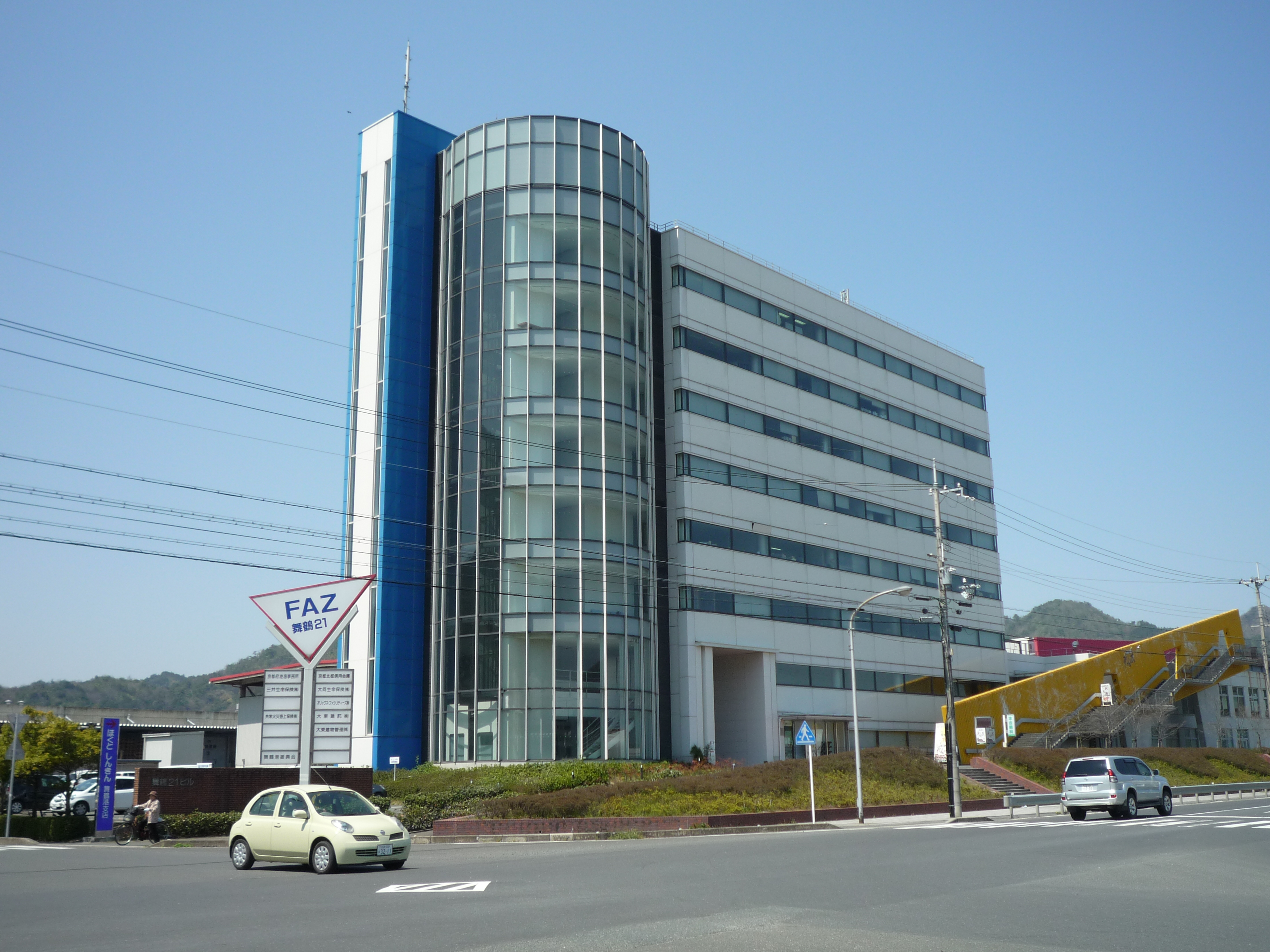
舞鶴港振興会

舞鶴港、特に舞鶴西港は近畿圏における日本海側の玄関港として、中国をはじめ韓国やロシアなどと定期航路を有する国際貿易港であるが、東港は海上自衛隊舞鶴地方総監部が鎮座する軍港であり、また戦後直後の引揚港のイメージが強く、国際貿易港としての知名度が低い。そこで京都府と舞鶴市が中心となって舞鶴港の利用促進を図るべく、航路開拓や集荷要請などポートセールス一般を行う団体として発足した。
- 住所：京都府舞鶴市喜多1105番地11舞鶴21ビル3F
- 会長：西脇隆俊（京都府知事）
- 特別顧問：松本正義（関西経済連合会会長）
- 特別顧問：塚本能交（京都商工会議所連合会会頭）
- 理事長：多々見良三（舞鶴市長）

## 沿革
- 1989年（平成元年）5月 - 舞鶴市の組織であった舞鶴港振興会から改組。京都府知事を会長とし、府全体に活動を展開する。
- 1990年（平成02年）3月 - 韓国定期コンテナ航路（興亜海運・高麗海運）の誘致に成功。
- 2007年（平成19年）7月 - 中国定期コンテナ航路（神原汽船）の誘致に成功。
- 2009年（平成21年）4月 - 一般社団法人化。
- 2010年（平成22年）4月 - 3,000社の企業セールス。34社の新規利用企業を確保。（中国航路8社、韓国航路26社）